# Araleri, Malur
Araleri là một làng thuộc tehsil Malur, huyện Kolar, bang Karnataka, Ấn Độ.